# Zoosocjologia
Zoosocjologia, socjologia zwierząt (z gr. zoon=zwierzę + "socjologia") – nauka zajmująca się badaniem społecznego życia zwierząt, wzajemnych relacji pomiędzy nimi, strukturą i funkcjonowaniem ich skupisk, a także badaniem ewolucji zbiorowości społecznych. Jest to dziedzina nauki ściśle związana z socjologią ogólną i etologią. Włączana jest czasem do socjologii jako kierunek nazywany biosocjologią.